# Stazione di Dorio
Stazione di Dorio vasútállomás Olaszországban, Lombardia régióban, Dorio településen.

## Vasútvonalak
Az állomást az alábbi vasútvonalak érintik:
- Tirano–Lecco-vasútvonal

## Kapcsolódó állomások
A vasútállomáshoz az alábbi állomások vannak a legközelebb:
- Stazione di Piona
- Stazione di Dervio